# Zvonice v Bořenovicích
Zvonice stojí na návsi obce Bořenovice v okrese Kroměříž. Je chráněna jako kulturní památka České republiky.

## Historie
Zvonice byla postavena druhé polovině 18. století na základě ohňového patentu Marie Terezie z roku 1751. Koncem první světové války byl do zvonice instalován ocelový zvon. V letech 1975–1976 bylo ruční zvonění přebudováno na elektrické. V roce 2008 byla do zvonice instalována nová zvonová stolice a zavěšen nový zvon Panna Marie Svatohostýnská, který nahradil už značně poškozený ocelový zvon. Nový zvon byl ulit ve zvonařské dílně rodiny Dytrychových v Brodku u Přerova. V roce 2010 Ministerstvo kultury České republiky zvonici prohlásilo za kulturní památku ČR.

## Popis
Tato zvonice, barokní hranolová zděná stavba postavená na půdorysu čtverce a vysoká dvanáct metrů, je ukončena zalomenou stanovou střechou ve vrcholu s trnoží, makovicí a dvouramenným křížem. Ze tří stran je členěna kordonovou římsou a obvodovou podstřešní římsou. Sokl a římsy jsou barevně odlišeny. V uličním průčelí kordonová římsa v oblouku prochází nad mělkým výklenkem, ve kterém je umístěna reprodukce Panny Marie Svatohostýnské. V bočním průčelí orientovaném k chodníku se nachází obdélný pravoúhlý vchod. Ve zvonovém patře zvonice jsou prolomena zvonová okna s půlkruhovým zaklenutím. Fasáda je hladká, novodobě omítnutá.